# Lacapelle-Pinet
Lacapelle-Pinet (okzitanisch La Capèla Pinet) ist eine französische Gemeinde mit 69 Einwohnern (Stand: 1. Januar 2022) im Département Tarn in der Region Okzitanien (vor 2016 Midi-Pyrénées). Sie gehört zum Arrondissement Albi und zum Kanton Carmaux-1 Le Ségala (bis 2015 Valence-d’Albigeois). 

## Geografie
Lacapelle-Pinet liegt etwa 24 Kilometer nordöstlich von Albi. Umgeben wird Lacapelle-Pinet von den Nachbargemeinden Tréban im Norden, Lédas-et-Penthiès im Osten und Nordosten, Padiès im Süden, Crespin im Südwesten sowie Montauriol im Westen und Nordwesten.

## Bevölkerungsentwicklung
| 1962                      | 1968 | 1975 | 1982 | 1990 | 1999 | 2006 | 2013 |
| ------------------------- | ---- | ---- | ---- | ---- | ---- | ---- | ---- |
| 125                       | 112  | 99   | 97   | 85   | 65   | 68   | 71   |
| Quelle: Cassini und INSEE |      |      |      |      |      |      |      |

## Sehenswürdigkeiten
- Kirche aus dem 19. Jahrhundert